# Monte Ceceri

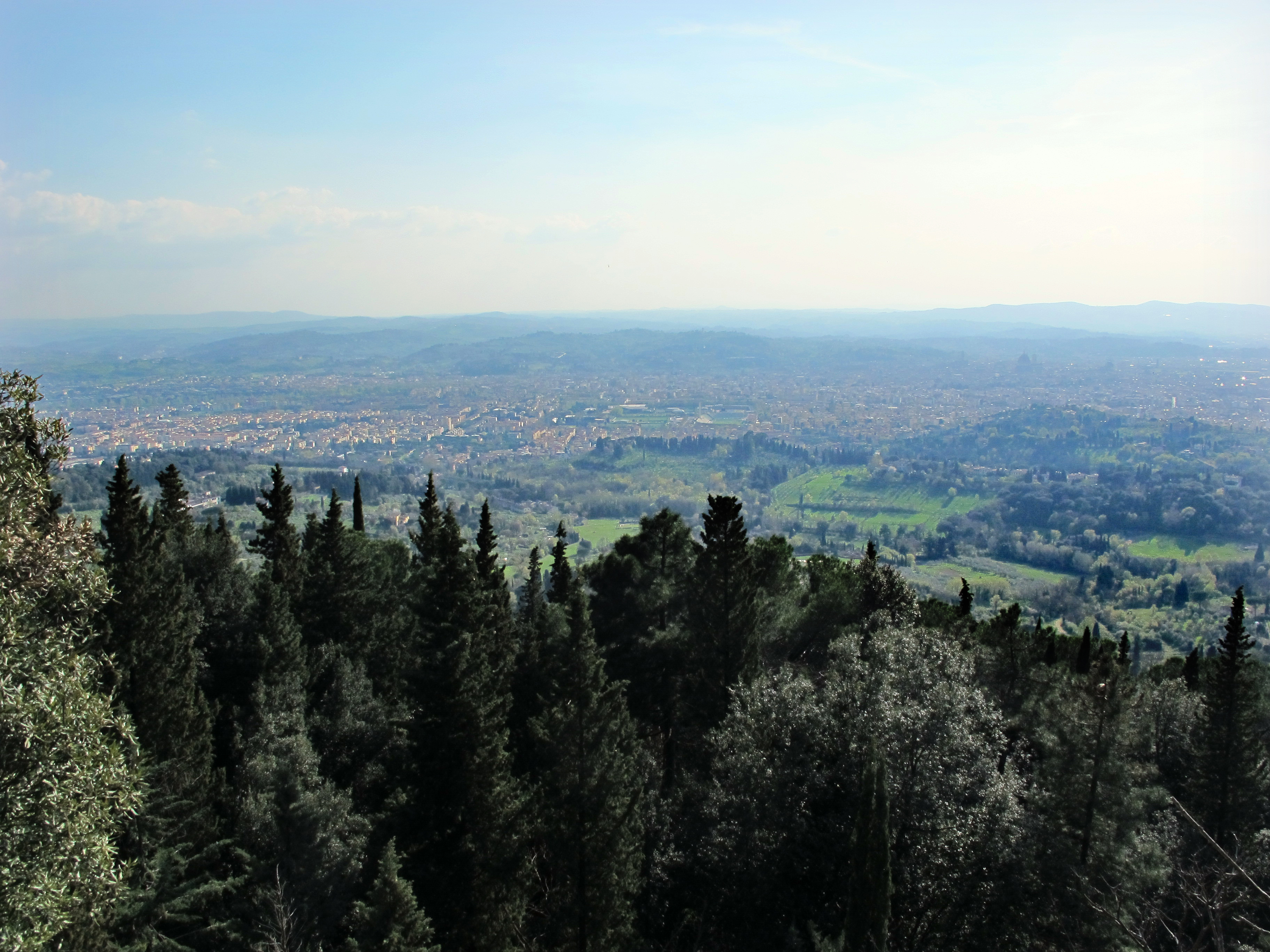
Vista de Florença a partir de Monte Ceceri

Monte Ceceri é uma colina perto de Fiesole, Toscana. Atualmente, ele é parte de uma reserva natural de 44 hectares ao nordeste da cidade de Florença, na cidade metropolitana de Florença.

## História
Monte Ceceri foi nomeado para os cisnes que frequentavam a área, cuja plumagem incluía manchas nas costas, para os florentinos locais, parecia grão-de-bico (a palavra italiana para a qual é ceceri). Desde a antiguidade, a colina foi extraída para assentamentos em Florença e Fiesole. As ruínas de algumas das cabanas dos mineiros ainda estão presentes hoje, juntamente com várias necrópoles sobreviventes.
Do alto do morro, pode-se ter uma vista panorâmica da cidade de Florença e as colinas circundantes do Vale do Arno. A colina é actualmente parte de um parque chamado a Área Natural Protegida de Interesse Local Montececeri, ou simplesmente Parque Montececeri.
Na parte mais alta do parque, uma estela mostra uma frase famosa com a qual Leonardo da Vinci celebra a grandeza da ideia de voar.
A colina é hoje de interesse arqueológico devido às suas cavernas e ruínas de pedreira e também é visitada por turistas.

## O alegado voo da máquina de Leonardo da Vinci
O Monte Ceceri é o local onde ocorre um dos mitos mais famosos sobre Leonardo da Vinci: a partir daqui, Leonardo em 1506 teria testado uma de suas máquinas voadoras. Nessa narração, o piloto seria Tommaso Masini, conhecido como Zoroastro da Peretola, um dos colaboradores de Leonardo.
O mito é o resultado da união de dois episódios literários distintos. O autor do primeiro é Dmitrij Sergeevič Merežkovskij, um escritor russo que, em seu romance Leonardo, ou a Ressurreição dos Deuses de 1900, coloca Masini para pilotar uma máquina voadora concebida por Leonardo com a qual ele se lança no vazio e depois cai, quebrando. uma perna e tornar-se permanentemente demente; no romance, o fato ocorre em Milão. A inspiração romancista para essa anedota foi provavelmente uma nota de Leonardo do período milanês, contida no Código Atlântico, no qual ele recomenda manter um modelo - presumivelmente de uma máquina voadora - bem protegido dos olhos dos trabalhadores do quintal para o construção do Duomo. De fato, o laboratório-estúdio milanês de Leonardo estava de frente para o local da construção.
Feche com tábuas o corredor acima e faça o modelo grande e alto, e estaria localizado no telhado acima, e é o mais adequado do que qualquer outro na Itália em todos os aspectos. (um pequeno desenho de uma máquina voadora segue dentro de um retângulo) E se você estiver no telhado ao lado da torre, os da lanterna não poderão vê-lo.
O autor do segundo texto é o próprio Leonardo, que no Código do Vôo dos Pássaros tenta encontrar uma maneira de celebrar a grandeza da ideia de voar, da qual ele fala como uma possibilidade futura. Em duas páginas separadas do Código, Leonardo tenta encontrar as palavras certas. Na folha f. 18v escreve:
Da montanha, que leva o nome do grande pássaro, o famoso pássaro voará, enchendo o mundo de sua grande fama.
Na segunda capa do Código, na frente, ele elabora o texto, aqui da forma mais famosa:
O grande pássaro fará o primeiro vôo, acima das costas de seu grande Cècero, enchendo o universo de espanto, enchendo todos os escritos com sua fama e glória eterna até o ninho onde ele nasceu.
Esses dois elementos, uma vez reunidos, explicam como nasceu o que se configura como um mito, um dos muitos na figura de Leonardo.
Há uma placa na parede da Villa Il Glicine, perto de Fiesole, que atesta a conclusão real do voo. Até o município de Florença, em 2006, colocou uma placa em Peretola que comemoraria o evento; no topo do Monte Ceceri, outra placa contém a famosa frase de Leonardo do Codex sobre o vôo dos pássaros.
Há também casos de autores com perfil científico garantido que relatam o fato em livros para fins de divulgação, sem citar nenhuma fonte.
Até o momento, nenhum outro documento ou testemunho é conhecido, além dos citados acima, nos quais o evento é mencionado.

## Galeria

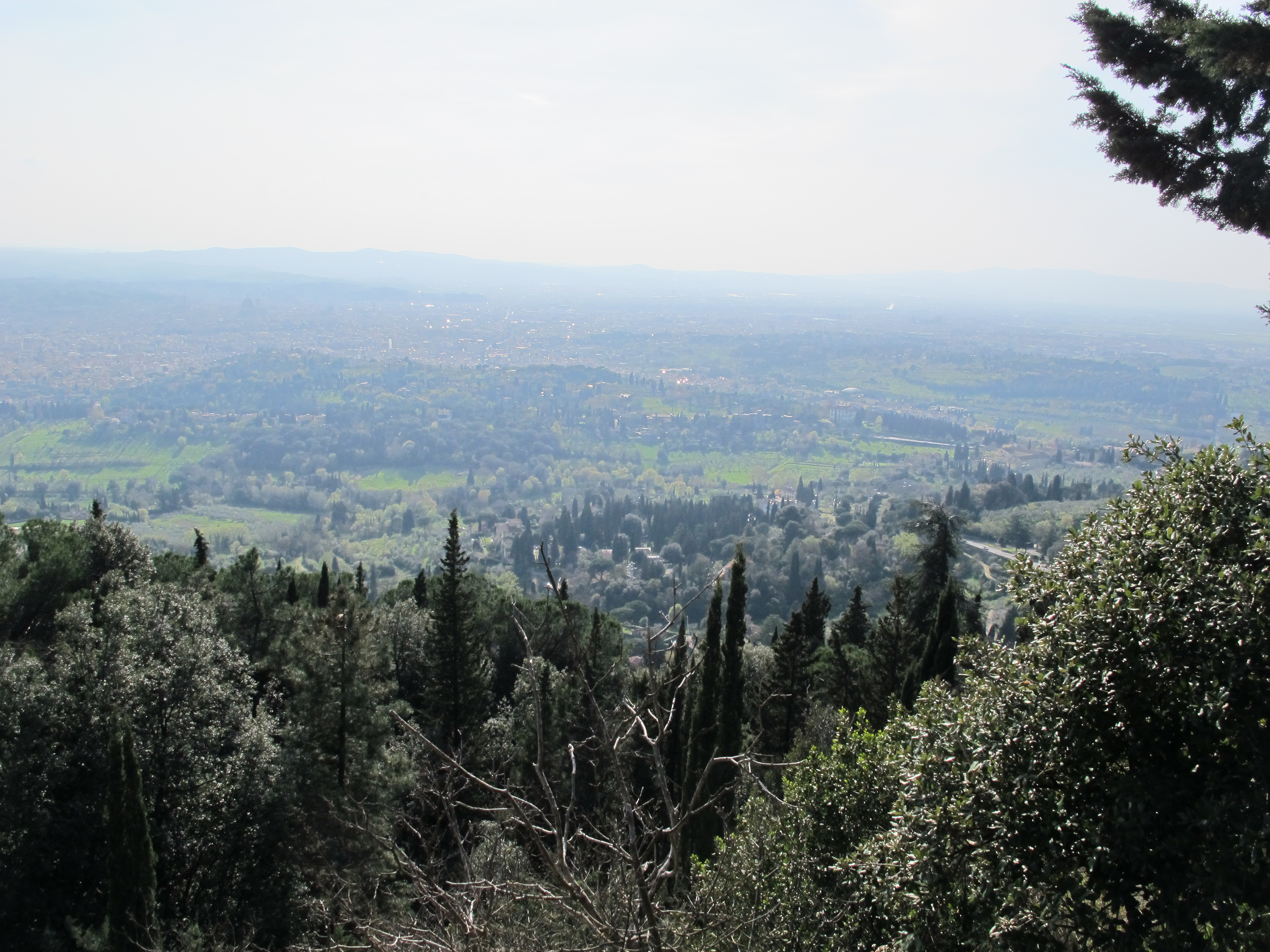
Vista da cidade de Florença
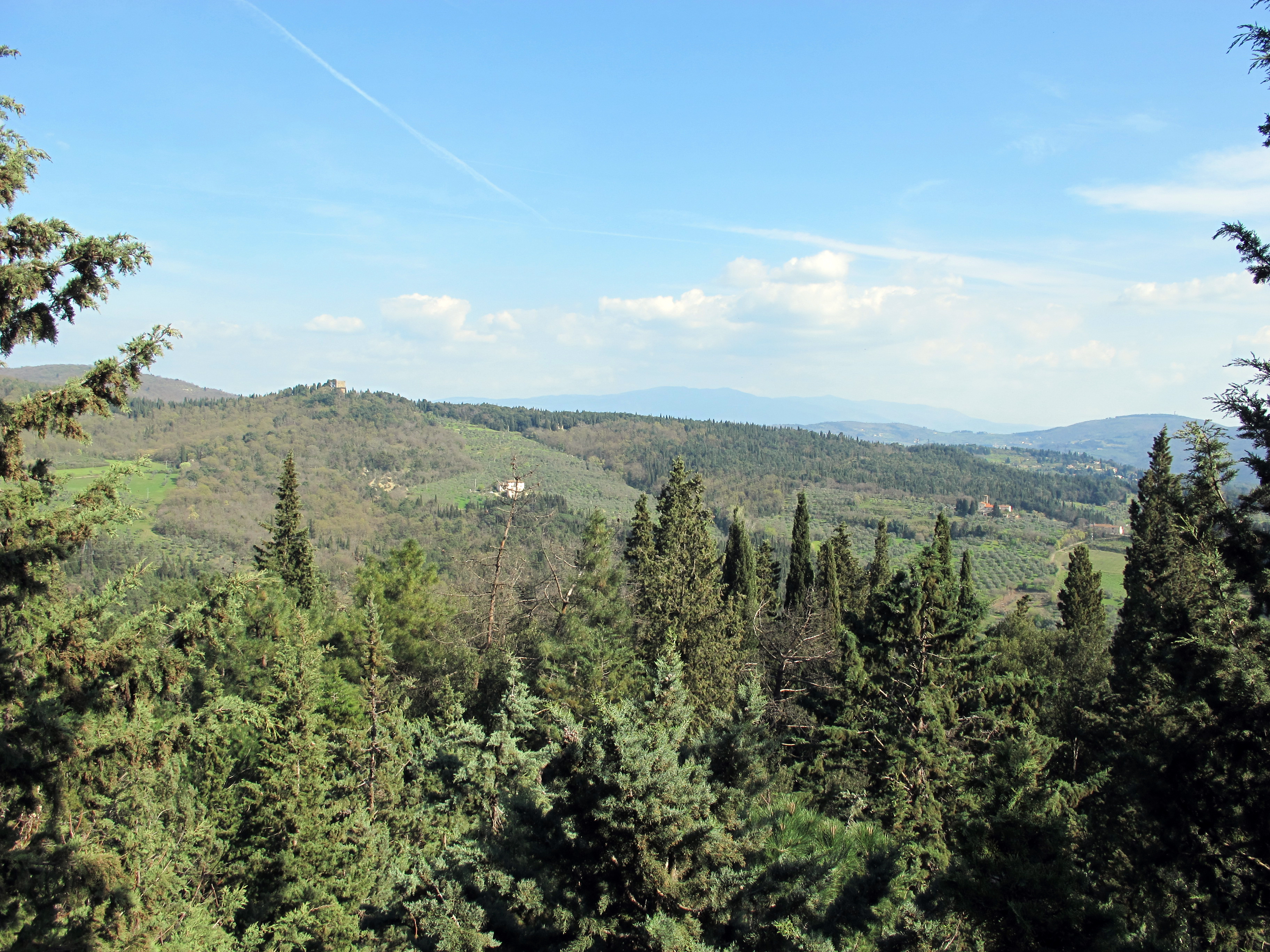
Vista para a paisagem natural
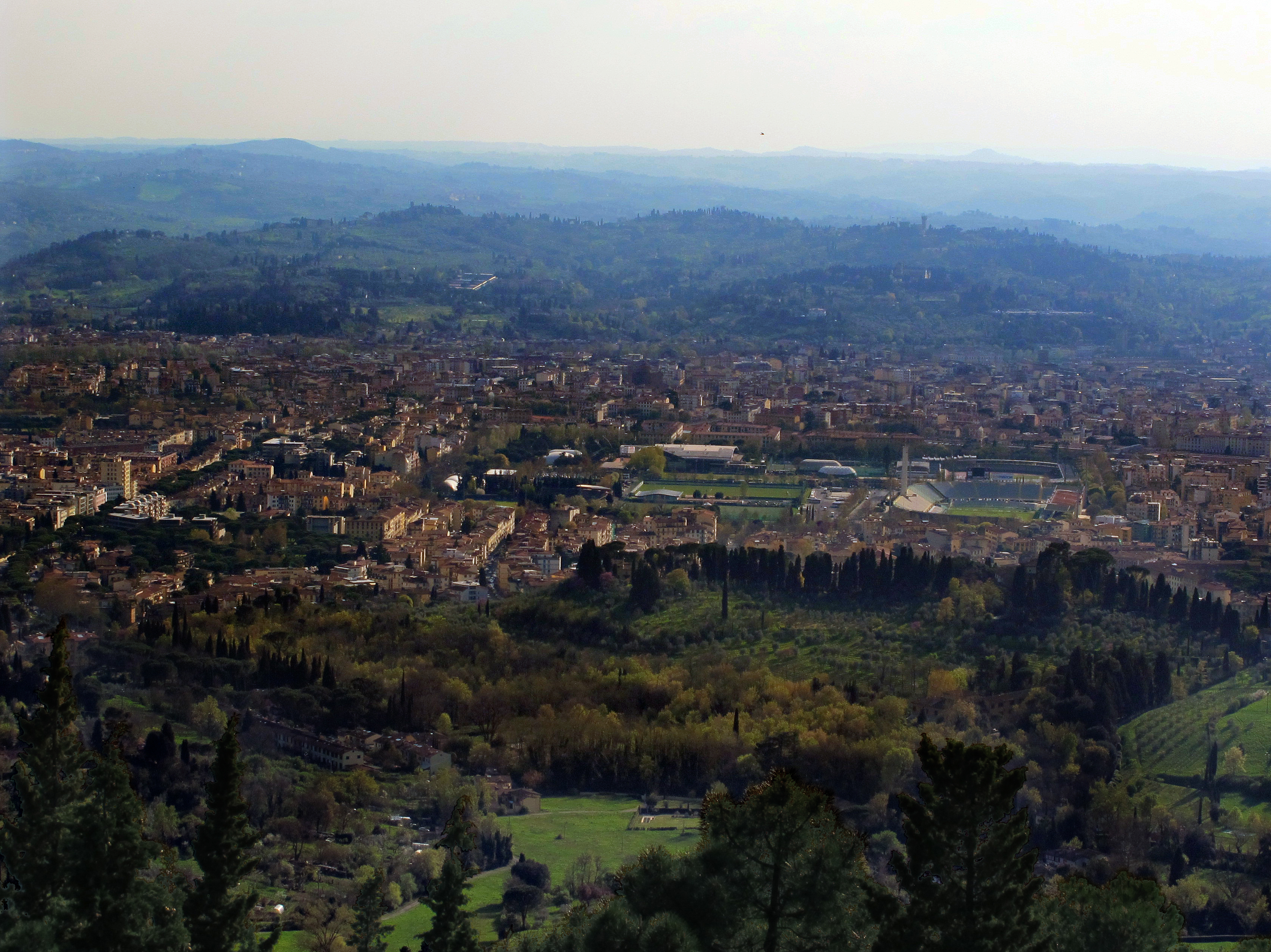
Cidade de Florença, a partir do pico
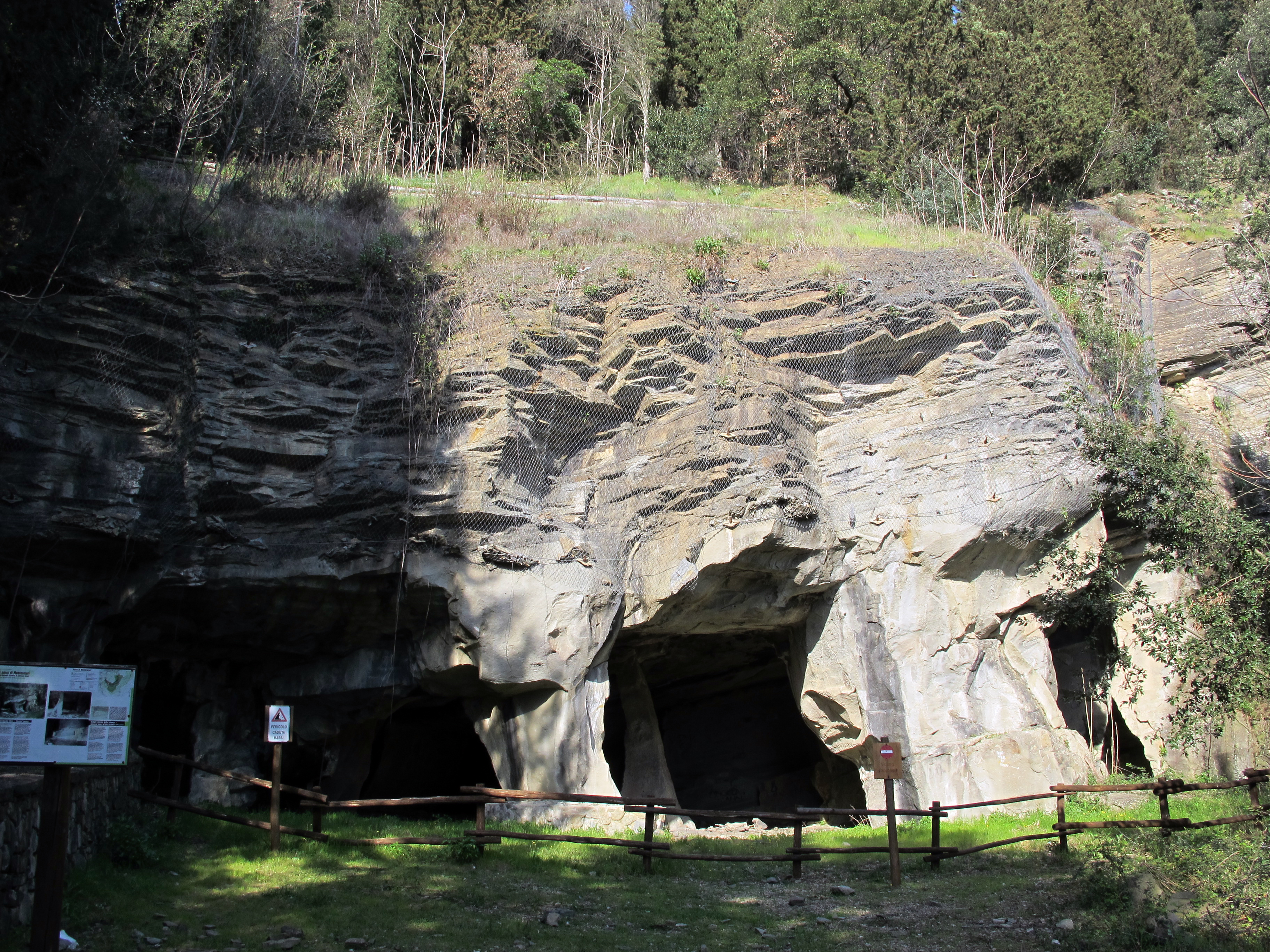
Caverna da pedreira
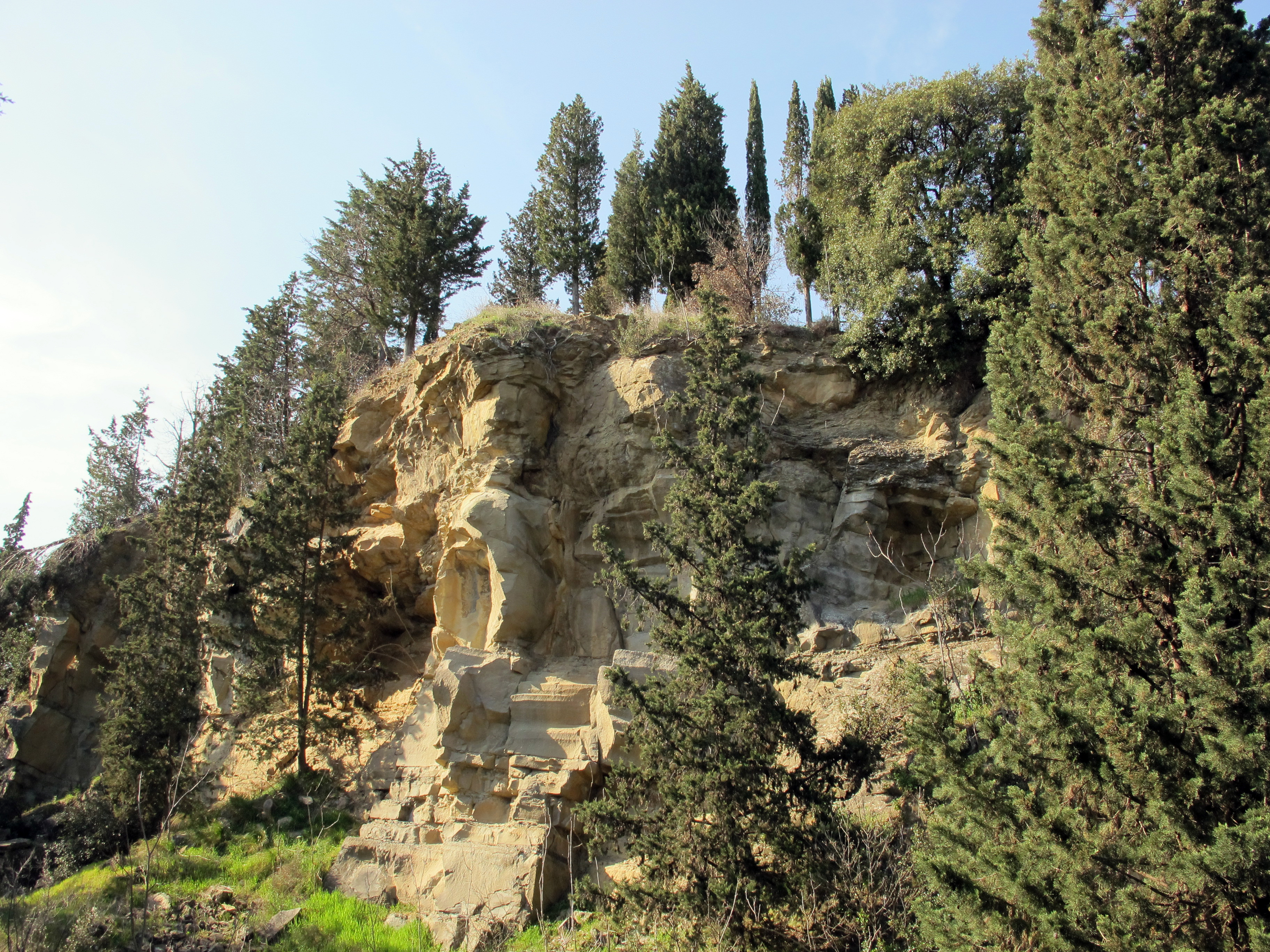
Parte exterior da pedreira no morro